# A22 (Zwitserland)
De A22 is een korte autosnelweg in Zwitserland in de kanton Basel-Landschaft. De weg is 13,5 km lang en gaat van Liestal naar Sissach.

## Geschiedenis
De A22 was van meet af aan niet gepland als een doorlopende, hoogwaardige weg nog als A22, onder een andere naam. Toen de A2 eind jaren 60 en begin jaren zeventig werd gepland en uiteindelijk werd aangelegd, werden twee opties overwogen voor de route tussen Augst en Sissach: een snelwegroute door het Ergolztal of zoals uiteindelijk werd gerealiseerd door een zijdal naar Arisdorf en een tunnel naar Sissach. De route door het Ergolztal zou korter zijn geweest, maar zou door een vrij dichtbevolkt gebied hebben geleid. Vooral in en rond Liestal was er geen open ruimte waarop een vierbaanssnelweg door Liestal had kunnen worden aangelegd. Er waren ook aanzienlijke geluidsoverlast. De A2 werd daarom niet in het Ergolztal aangelegd, waardoor dit dichtbevolkte dal geen snelwegverbinding had.

### Kantonale snelweg T2/J2 Liestal – Sissach en Liestal-bypass
Om de Ergolztal via een weg met hoge capaciteit te ontsluiten, begon de planning en aanleg van een kantonnale weg met hoge capaciteit van Sissach naar Liestal gelijktijdig met de aanleg en planning van de A2 (via Arisdorf). Het gedeelte Sissach- Itingen werd eind jaren 60 voltooid. De A22 bij Liestal werd in 1970 voltooid. Omdat er in Liestal geen doorlopende open ruimte was om de stad te oversteken, werd de weg aangelegd op een doorlopende brug over de rivier de Ergolz , die door Liestal stroomt . Vanwege ruimtegebrek werd deze echter alleen aangelegd als een tweebaans, niet-richtinggescheiden snelweg en niet – zoals gebruikelijk – als een vierbaans, richtinggescheiden snelweg. Midden jaren 70 werd de weg met hoge capaciteit doorlopend in gebruik genomen tussen Liestal Noord en Sissach (knooppunt).
Destijds kreeg de weg de naam T2 (voor Talstrasse 2), later J2 (voor Jurastrasse 2), waarbij het cijfer 2 verwees naar de parallelle hoofdweg 2 Basel – Gotthard – Ticino en de snelweg A2 (toen nog N2 voor Nationalstrasse 2).

### Sissach-bypass
Het steeds toenemende verkeer naar de dalen van de regio Oberbasel moest altijd via het centrum van Sissach worden geleid. Daarom werd een rondweg om Sissach gepland en aangelegd. Er werd gekozen voor een tunneloplossing: de Chienbergtunnel . Deze werd in 2006 geopend. De rondweg sluit kort na het einde van de T2/J2 bij Verzweigung Sissach aan op de T2/J2 (nu A2/A3), die Sissach omzeilt.

### Kantonale snelweg H2 Augst – Liestal
De aanleg van een weg met hoge capaciteit van Liestal naar Augst – en daarmee de aansluiting van Liestal op het nationale snelwegennet, met name richting Bazel – werd al sinds de jaren zestig voorzien en duurde meer dan 40 jaar. De redenen voor de vertragingen waren planningstechnisch, technisch, politiek en financieel van aard. De weg liep door een dichtbevolkt gebied. Hoewel er sinds de jaren zestig een gebied voor de weg was gereserveerd, waardoor open-cut-constructie mogelijk was, zou dit een aanzienlijke impact op het landschap hebben gehad en met name niet hebben voldaan aan de steeds strengere eisen op het gebied van geluidsisolatie. Daarom moest een open tunnel worden gevonden. Deze oplossing bleek echter zeer kostbaar, waardoor de aanleg onderwerp was van een intens politiek debat en er twee referenda – in 1995 en 2006 – nodig waren om de bouw mogelijk te maken. Dit gedeelte omvatte ook een driebaans hoofdweg, Hauptstrasse 2, die de stadscentra omzeilde en een alternatief bood, ook al was de hoofdweg, die dagelijks zwaar werd gebruikt door 40.000 voertuigen, vaak verstopt. Het laatste gedeelte werd uiteindelijk in 2006 gebouwd en op 11 december 2013 geopend.
De weg werd aangelegd onder de naam H2 (voor High-Performance Road 2 of Main Road 2) of HPL (Main Road Pratteln Liestal). De aanduiding H2 verving geleidelijk de eerdere aanduidingen T2 en J2 langs het gehele traject Sissach-Liestal-August.

### Hernoemd naar A22
Met de opening van het laatste gedeelte tussen Liestal Nord en Augst op 11 december 2013 werden de afzonderlijke weggedeelten samengevoegd onder de nieuwe naam A22.

### Geplande gebouwen
Er wordt gesproken over een fundamentele renovatie van de bestaande Liestal-bypass of eventueel een tunnel door de Schleifenberg als vervanging op lange termijn. De uitvoering ervan is afhankelijk van de financiering.